# Pasmo Ropicy

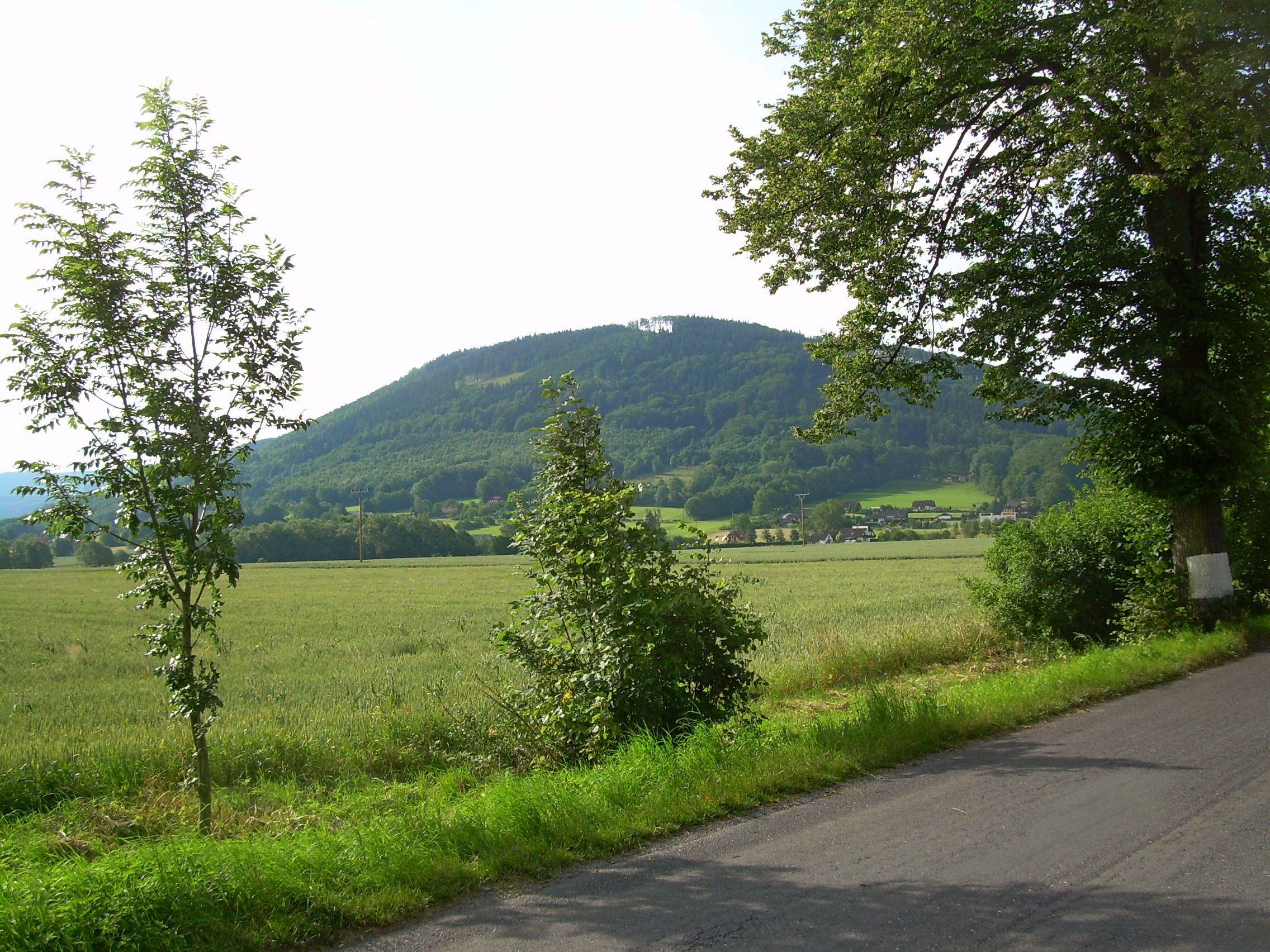
Szczyt Godula w paśmie Ropicy

Pasmo Ropicy – pasmo górskie w Beskidzie Morawsko-Śląskim, na Śląsku Cieszyńskim, w Czechach. Najwyższym szczytem w paśmie jest Ropica (1082 m n.p.m.)
Pasmo Ropicy jest najbardziej na północny wschód wysuniętą częścią Beskidu Morawsko-Śląśkiego. Wybiega na północ od szczytu Małego Połomu (1061 m n.p.m.) w głównym, wododziałowym grzbiecie Karpat. Początkowo biegnie w kierunku północnym (z niewielkim odchyleniem ku wschodowi), po czym za szczytem Kałużnego skręca ku północnemu zachodowi w kierunku Ropicy. Ostatnim wyraźnym szczytem tego pasma jest Prašivá (843 m n.p.m.) nad Dobracicami. Od południowego wschodu oddziela pasmo od masywu Wielkiego Połomu dolina Łomnej, zaś od wschodu od Beskidu Śląskiego – dolina Olzy. Od zachodu od masywu Travnego oddziela pasmo Ropicy dolina Morawki.
Dawniej wzdłuż pasma Ropicy przebiegała polsko-czeska granica językowa, tymczasowa granica państwowa polsko-czechosłowacka z porozumienia 5 listopada 1918, po 1920 południowo-wschodnia granica tzw. Zaolzia. Po aneksji Zaolzia w październiku 1938 granica przecinała lasy na zachodnich stokach pasma, a dla jej ochrony zorganizowano wówczas Komisariat Straży Granicznej „Ligotka Kameralna”.